# Forcipiger wanai
Forcipiger wanai ist eine Art aus der Familie der Falterfische.

## Merkmale
Forcipiger wanai erreicht eine maximale Länge von 17 Zentimetern.
Der Fisch hat einen bräunlich-gelben, hochrückigen und seitlich abgeflachten Körper. Der Kopf von Forcipiger wanai ist zweifarbig, wobei der obere Teil des Kopfes schwarz und der untere Teil des Kopfes weiß bis grau gefärbt ist. Direkt an den Kopf schließt sich ein gelber Bereich an, der sich mit zunehmendem Abstand vom Kopf bräunlich verfärbt und bei der Rückenflosse und Afterflosse ins Orangefarbene übergeht. Auf der Afterflosse befindet sich ein Augenfleck, der die Fische vor Fressfeinden schützt. Sein Mund befindet sich am Ende einer langen, nadelartig zulaufenden Schnauze. Sowohl die Brustflossen als auch die Schwanzflosse sind durchsichtig.
- Flossenformel: Dorsale XI/24-25, Anale II/18-19[1]

## Verbreitung
Forcipiger wanai ist in den tropischen marinen Gewässern der Cenderawasih-Bucht im Nordwesten der Insel Neuguinea endemisch.

## Vorkommen und Verhalten
Forcipiger wanai kommt sowohl in Außenriffen als auch in tiefen Spalten und Durchgängen vor. Dabei sind die Riffe, in denen Forcipiger wanai anzutreffen ist, entweder relativ schlammig oder zeichnen sich durch klares Wasser, wie in vorgelagerten Riffen und überspülten Atollen, aus. Der Fisch hält sich in einer Tiefe von 5 bis mindestens 40 Metern auf.
Forcipiger wanai ernährt sich von Würmern und Krustentieren. In der Regel sind Fische der Art Forcipiger wanai paarweise anzutreffen. Die Fische sind ziemlich widerstandsfähig, was sich darin widerspiegelt, dass sich ihre Population in weniger als 15 Monaten verdoppelt.

## Taxonomie und Benennung
Forcipiger wanai wurde zuerst 2012 von Allen, Erdmann und Jones Sbrocco formell beschrieben, wobei als Typenfundort die Cenderawasih Bay bei Neuguinea angegeben wurde. Das Artepitheton leitet sich vom Begriff wanai ab, mit dem die lokale Bevölkerung im südwestlichen Teil der Cenderawasih-Bucht diese Fischart bezeichnet.